# Chiappa Firearms
A Chiappa Firearms, Armi Sport di Chiappa, é uma empresa italiana de fabricação de armas de fogo com sede em Bréscia, Itália, que foi fundada em 1958 por Ezechiele Chiappa, como Armi Sport. A produção total é de cerca de 60.000 unidades por ano. Sua sede nos EUA fica em Dayton, Ohio.

## Armi Sport
Armi Sport é o ramo de fabricação de armas de fogo. Seus mercados-alvo são tiro ao alvo, Cowboy Action Shooting, reencenação, colecionismo e caça. Para este fim, a maioria de suas armas de fogo são reproduções de armas de antecarga mais antigas e outras armas clássicas (como rifles Winchester), embora fabrique outros designs, como versões .22 LR da pistola M1911 e uma caixa da culatra no calibre .22 para o AR-15. Ela também produz um revólver de desenho original de cano baixo, o Chiappa Rhino.

## Produtos

### Armas curtas
As seguintes pistolas estão disponíveis em calibre .22 LR, em muitas variantes de acabamento e empunhadura:
- Chiappa 1911–22 (réplica do Colt 1911 5-polegadas)
- Chiappa M9-22 (réplica da Beretta 92)
- Chiappa Model 1911–22 Compact (réplica do Colt 1911 4-polegadas)
- Chiappa Model 1911–22 Custom (réplica  do Colt 1911)

As seguintes pistolas estão disponíveis em calibres de defesa, em muitas variantes de acabamento e empunhadura:
- Chiappa 1911 cal .45ACP (clone do Colt GOVT).[5]
- Chiappa M9 9MM ("full size" e "compact") (clone da Beretta).
- Chiappa M9 (.40SW) (clone da Beretta Modelo 96).
- Chiappa M27E (em .40 e 9mm) (clone da CZ75) (DAO e DA/SA).[6]
- Chiappa Rhino é um revolver nos calibres .357 Magnum, 9mm Parabellum, .40 S&W, ou 9×21mm. sua característica mais peculiar é o cano num eixo mais baixo que outros revólveres. Ele dispara o cartucho da câmara mais baixa do cilindro em vez de da mais alta, como é usual.[7]

A seguinte pistola de pólvora negra está disponível, em duas variantes de acessórios:
- Chiappa Napoleon Le Page Percussion Pistol.[8]

### Armas longas
A Chiappa fabrica rifles, escopetas, incluindo armas de tiro único (armas de jardim), combinações e variedades de cano triplo.
- Chiappa Little Badger é um rifle de sobrevivência de fogo circular com um cano de 16,5 polegadas (419 milímetros), com câmara para .22LR, .22WMR, .17WSM e .17HMR.[10]
- Little Badger Shotgun é uma versão "arma de jardim" e é virtualmente idêntica ao rifle, exceto que dispara cartuchos 9 mm Flobert de um cano de alma lisa de 24 polegadas (610 milímetros).[10]
- Chiappa Little Badger Deluxe Shotgun é a versão "arma de jardim",[11] com acabamento de madeira, ao contrário das outras versões.[10] Também dispara cartuchos 9 mm Flobert a partir de um cano de alma lisa de 24 polegadas (610 milímetros).[10]
- Chiappa Double Badger é uma arma combinada de canos sobrepostos que vem em três versões: uma .22 LR sobre .410, uma .22 WMR sobre .410 e uma .22 LR sobre 20. É comercializado como "uma ótima opção para caça, sobrevivência ou tiro recreativo".[12]
- Chiappa M6 Survival Gun é uma arma combinada de canos sobrepostos que vem em quatro versões; com um cano de espingarda calibre 12 ou 20 sobre um cano de rifle .22 Longo ou .22 Magnum.[13]
- Chiappa Triple Crown é uma escopeta de cano triplo e ação basculante, com câmaras de calibre 12, 20, 28 e .410. O modelo de calibre 12 tem canos de 28 polegadas, enquanto os outros têm canos de 26 polegadas.[14]
- Chiappa Triple Threat é uma escopeta de cano triplo de 18,5 polegadas (470 milímetros), de ação basculante, com câmaras de calibre 12 e 20. Ela apresenta um design exclusivo de coronha removível de duas peças, permitindo que sejam encurtadas para um comprimento total de 27,75 polegadas (705 milímetros).[15]

A Chiappa também fabrica réplicas de armas de pólvora negra comumente usadas por reencenadores e entusiastas de armas de fogo históricas.
- Springfield Model 1842[16]
- Springfield Model 1855[16]
- Springfield Model 1861[16]
- Pattern 1853 Enfield[17]
- Rifle Sharps[18]

Réplicas de vários rifles clássicos por ação de alavanca também são feitos pela Chiappa.
- Rifle Spencer[19]
- Winchester Model 1886[20]
- Winchester Model 1892[20]

## O grupo
A Chiappa inclui as empresas Chiappa Firearms S.r.l. (armas de fogo de defesa, esportivas e réplicas), KIMAR (armas brancas e de sinalização), ACP (sistemas de treinamento), Costa S.r.l. (tratamento de superfície de metais) e Chiappa Firearms USA, Ltd. (centro de distribuição dos EUA).